# Preluci (okręg Bacău)
Preluci – wieś w Rumunii, w okręgu Bacău, w gminie Agăș. W 2011 roku liczyła 812 mieszkańców.